# Henri Winkelman
Henri Gerard Winkelman (17. august 1876 – 27. december 1952) var en hollandsk general, som er bedst kendt for at lede de hollandske tropper under Slaget om Holland i 2. verdenskrig.

## Før krigen
Winkelman blev født i Maastricht som søn af Julius Hendrik Winkelman og Charlotte Henriëtte Braams. Efter at have afsluttet sin skoleuddannelse gik han på det kongelige militærakademi (KMA) i Breda. Hans mål var at blive officer i KNIL, den hollandske kolonihær i Hollandsk Ostindien. I løbet af officersuddannelsen skiftede han mening og blev infanteriofficer. Han blev udnævnt til løjtnant i 1896. Han giftede sig med Arendin Jacomina Coert i 1902, og hun fødte ham 2 sønner og 2 døtre. Efter at have afsluttet sin militære uddannelse begyndte han at avancere op gennem rækkerne i den hollandske hær. I 1913 blev han forfremmet til kaptajn, i 1923 blev han major, og i 1931 blev han udnævnt til general med kommando over den 4. hollandske division.
I 1934 blev han generalløjtnant, men forlod kort efter militæret. Winkelman havde stræbt efter posten som stabschef for den hollandske hær, men posten var i stedet gået til general I.H. Reijnders. Winkelman besluttede sig herefter for at træde tilbage og fik sin afsked med ære. Som pensioneret officer forblev han aktiv på en række felter, fortrinsvis som rådgiver.  
Hollænderne mobiliserede deres væbnede styrker den 28. august 1939, 4 dage inden Nazityskland indledte invasionen af Polen. Stabschefen general Reijnders blev udnævnt til øverstkommanderende for de hollandske styrker, men det stod straks klart, at hans personlige og professionelle forhold til forsvarsminister Adriaan Dijxhoorn langt fra var godt, hvilke endte med at føre til Reijnders' afsked den 5. februar 1940. Efter et kort regeringsmøde blev general Winkelman kaldt til den hollandske regeringsby Haag og fik tilbudt posten som ny hollandsk øverstkommanderende. Han accepterede posten den følgende dag. 

## Krigen
Winkelman var udmærket klar over hærens begrænsninger. Han havde 280.000 mand til rådighed, hvilket ikke var nok til at forsvare hele landet. Den hollandske hær havde ingen kampvogne. Tropperne var dårligt uddannede. Der var mangel på feltartilleri og antiluftskyts. Winkelman var overbevist om at den hollandske hær ikke var i stand til at gennemføre et moderne mobilt forsvar. I stedet besluttede han at forenkle tingene: Hollænderne ville kun forsvare det centrale holland, kaldet "fæstning Holland", som omfattede provinserne Noord-Holland, Zuid-Holland og Utrecht. Dette område skulle forsvares med traditionelle statiske forsvarslinjer og befæstede stillinger. Winkelman havde ingen illusioner om at hollænderne kunne trænge Hitlers hære tilbage til Tyskland, i stedet skulle de hollandske styrker blot bremse tyskerne, vinde tid og holde "fæstning Holland" tilstrækkeligt længe til at de Vestallierede kunne nå frem og slutte sig til dem. 
I praksis blev de tre nordlige provinser (Drenthe, Groningen og Friesland) stort set ikke forsvaret. Moderne fæstningsværker øst for Afsluitdijk (den lange dæmning, som forbinder Friesland med Noord-Holland) skulle stoppe den tyske fremrykning og forhindre tyskerne i at true "Fæstning Holland" nordfra. I den østlige del af landet skulle den første forsvarslinje løbe langs floderne IJssel og Maas. Den hollandske hovedforsvarslinje skulle imidlertid være i selve hjertet af landet, og fik navnet Grebbelinjen, og skulle forsvares af hele 2. og 4. armékorps til den bitre ende, da den østlige front af "fæstning Holland", den nye hollandske vandlinje, som engang havde været det hollandske forsvarssystems stolthed, blev anset for at være forældet og lå for tæt på store byer såsom Utrecht og Amsterdam.
Den uundgåelige tyske invasion startede den 10. maj 1940 kl. 3.55 lokal tid. Tyskernes plan om at nedkaste faldskærmstropper omkring Haag, trænge ind i byen og tilfangetage den hollandske regering, kongefamilien samt forsvarets top og dermed tvinge landet i knæ i løbet af 24 timer slog fejl. Mød øst krydsede tyskerne den hollandske grænse uden større problemer, men blev bremset i nærheden af den hollandske hovedforsvarslinje, fæstningerne i Grebbelinjen og ved Afsluitdijk. Efter den første dag af krigen var general Winkelman forholdsvis tilfreds med den måde hans tropper havde reageret på det første tyske fremstød. Det eneste område hvor situationen allerede var kritisk var mod syd: faldskærmstropper havde erobret Moerdijk brioerne syd for Rotterdam og Dordrecht. I mellemtiden var stærke tyske infanteristyrker (støttet af 9. panserdivision) tromlet igennem den såkaldte Peel-Raam-stilling og var nu på hastig march gennem den sydlige provins Noord-Brabant, og truede med at få forbindelse med brohovedet ved Moerdijk og trænge ind i Fæstning Holland sydfra, hvorved Holland i praksis ville blive afskåret fra Belgien og Frankrig. Et forsøg på at generobre Moerdijk broerne med fransk støtte slog fejl den 11. maj. Forsøg på at genvinde mistede områder ved Grebbelinjen lykkedes heller ikke.  
Grebbelinjen faldt om aftenen den 13. maj efter et voldsomt 3 dage langt slag. I mellemtiden havde 9. panserdivision nået Moerdijkbroerne, var trængt ind i Fæstning Holland og havde nået Rotterdam, hvor den holdt den sydlige bred af Meuse besat. Den strategiske situation var nu håbløs, men den nordlige bred var stadig på hollandske hænder, og hollandske maskingeværer gjorde det umuligt for tyskerne at krydse broerne over Meuse da hollandske marinetropper gjorde hårdnakket modstand i Rotterdams dager, til Adolf Hitlers store fortrydelse. Han havde regnet med at have besat hele Holland på dette tidspunkt. Den 14. maj gav han ordre til at den hollandske modstand skulle knuses straks. Herefter fulgte Bombardementet af Rotterdam og den tyske trussel om at fortsætte med Utrecht. Dette tvang general Winkelman til at kapitulere om aftenen den 14. maj. Kapitulationen blev offentliggjort den følgende dag i landsbyen Rijsoord.

## Efter krigen
Efter at have underskrevet den hollandske overgivelse nægtede general Winkelman officielt at erklære, at han ikke på nogen måde vil yde modstand mod de tyske styrker i Holland. Han blev derfor interneret den 2. juli 1940 og forblev krigsfange under resten af besættelsen. Han fik en ærefuld afsked fra den hollandske hær den 1. oktober 1945 og blev tildelt den militære Wilhelmorden, som er den ældste og højeste militære dekoration i Holland. Hans statue kan stadig ses foran folkeskolen i Rijsoord, hvor han underskrev kapitulationen den 15. maj 1940. En militærlejr i Nunspeet blev opkaldt efter ham. Navnet blev overført til en anden lejr ved Harskamp pr. 15. maj 2007, efter at den første blev lukket. General Henri Winkelman døde stille i sit hjen den 27. december 1952.

## Eksterne kilder
- Generalstaben 1940 (unithistories.com)